# Slemdal Station
Slemdal Station (Slemdal stasjon) er en metrostation på Holmenkollbanen på T-banen i Oslo. Stationen ligger 144,6 meter over havet. Den åbnede sammen med banen 31. maj 1898.
Slemdals gamle stationsbygning var tegnet af arkitekten Paul Due, der også stod for Holmenkollen Station (nu Besserud Station). Stationerne blev opført i maskinskåret tømmer og leveret af Strømmen Trævarefabrik, der var storleverandører af villaer. I de første år efter åbningen af Holmenkollbanen holdt banens administration til her, før den flyttede til en sidebygning til remisen på Majorstuen i 1907 og derefter til Vinderen i 1914.
Stationsbygningen blev revet ned i 1978. Den blev genopført i Vinterbro, hvor det var tanken, at der skulle ligge et forstadsbanemuseum, men indtil videre er planerne ikke blevet til noget.
I 1939-1940 blev der opført et læskur på stationen. Det antages at være tegnet af Kristofer Lange.